# Bankim Chandra Chatterji
Bankim Chandra Chatterji (Kantalpada, 1838 – Calcutta, 1894) è stato uno scrittore indiano.
Dopo aver lavorato presso un ufficio governativo, raggiunge il successo con i suoi romanzi di stampo cavalleresco, una novità per il contesto culturale in cui vive, contribuendo alla valorizzazione della cultura bengalese.

## Opere
- La figlia del castellano (1865)
- Kapalkundala (1866)
- Il monastero della felicità (1882), contenente l'inno Io saluto la Madre (Bande Maratom, divenuto inno nazionale bengalese)